# Imsélé
Imsélé est une localité située dans le département de Pensa de la province du Sanmatenga dans la région Centre-Nord au Burkina Faso.

## Géographie
Localité constituée de petits centres d'habitation dipersés, Imsélé est situé à 6 km à l'est de Zinibéogo (village auquel la localité est rattachée administrativement), à 25 km au nord-est du chef-lieu du département Pensa et à environ 70 km au nord-est de Barsalogho.

## Éducation et santé
Le centre de soins le plus proche d'Imsélé est le centre de santé et de promotion sociale (CSPS) de Zinibéogo tandis que le centre médical avec antenne chirurgicale (CMA) se trouve à Barsalogho et que le centre hospitalier régional (CHR) est à Kaya.
Imsélé possède une école primaire publique.